# Гест, Айвор, 1-й виконт Уимборн
Айвор Черчилль Гест, 1-й виконт Уимборн (англ. Ivor Churchill Guest, 1st Viscount Wimborne; 16 января 1873 — 14 июня 1939) — британский политик и один из последних лордов-лейтенантов Ирландии, занимавшим эту должность во время Пасхального восстания. Он был известен как лорд Эшби-Сент-Леджерс с 1910 по 1914 год и как лорд Уимборн с 1914 по 1918 год.

## Происхождение и образование
Родился 16 января 1873 года. Старший сын Айвора Геста, 1-го барона Уимборна (1835—1914), и леди Корнелии Генриетты Мэри Спенсер-Черчилль (1847—1927), дочери Джона Спенсера-Черчилля, 7-го герцога Мальборо. Он получил образование в Итонском колледже и Тринити-колледже в Кембридже.
Он был назначен лейтенантом в Дорсетском йоменском полку в мае 1896 года. После начала Второй англо-бурской войны в конце 1899 года он добровольно пошел на службу и был назначен лейтенантом в Имперский йоменри в феврале 1900 года, покинув Англию и отправившись в Южную Африку в начале марта. Он был награжден королевской медалью Южной Африки с двумя планками. После возвращения в Великобританию он был произведен в капитаны в январе 1902 года.

## Политическая карьера (1900—1915)

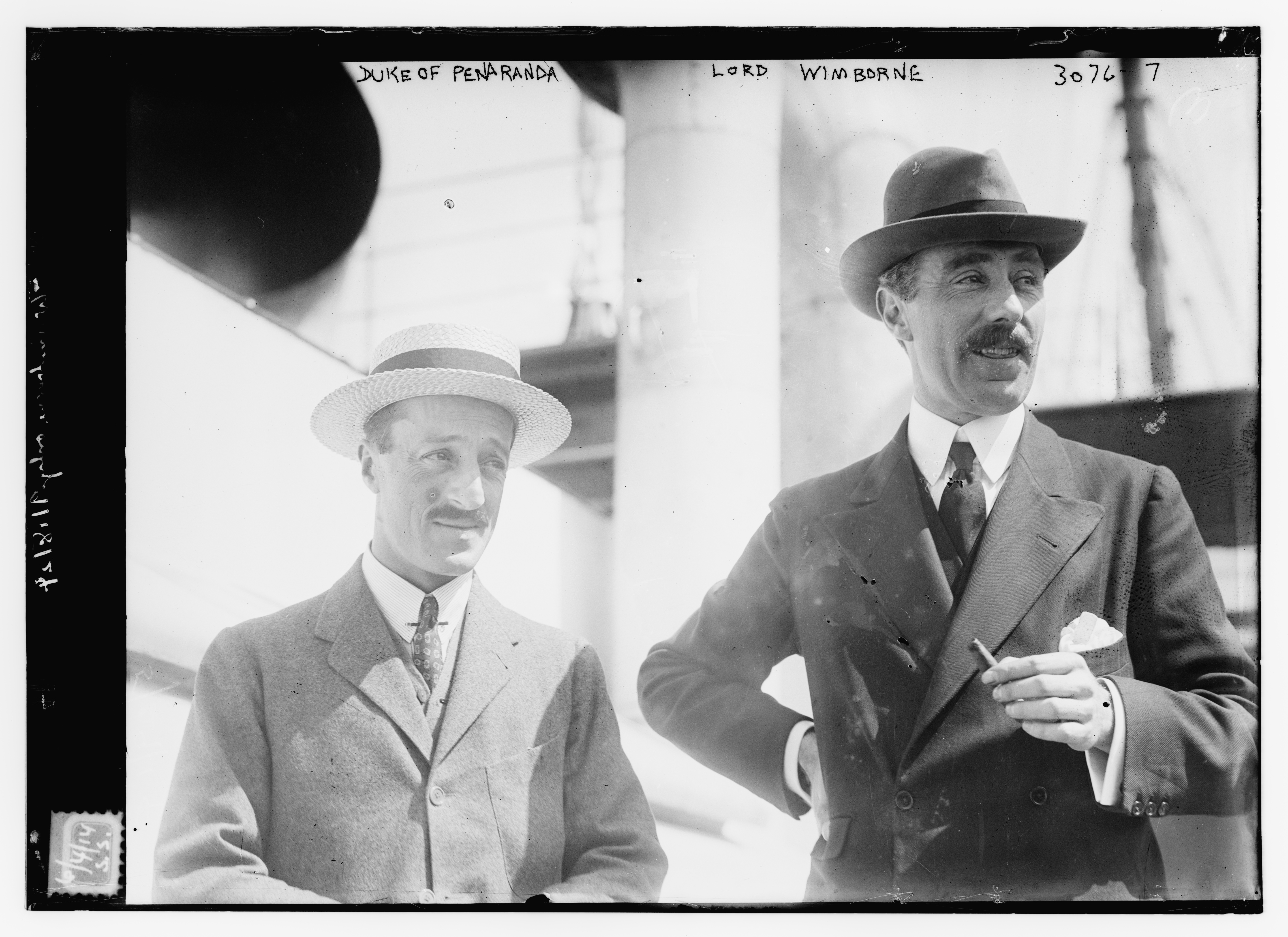
Герцог Пеньяранда и лорд Уимборн 4 июня 1914 года в Нью-Йорке на Кубке Вестчестера 1914 года

Айвор Гест от консервативной партии заседал в Палате общин Великобритании от Плимута в 1900—1906 годах и Кардиффа в 1906—1910 годах. В 1904 году, во время споров внутри Консервативной партии по поводу принятия протекционизма, он и другие члены его семьи последовали за Уинстоном Черчиллем в Либеральную партию, поддержав свободную торговлю.
15 марта 1910 года Айвор Черчилль Гест получил титул 1-го барона Эшби Сент-Леджерса из Эшби-Сент-Леджерса в графстве Нортгемптоншир, став членом Палаты лордов. В 1910—1912 годах — генеральный казначей в правительстве Герберта Асквита, в 1913—1915 годах — лорд в ожидании короля Георга V.
22 февраля 1914 года после смерти своего отца Айвор Гест унаследовал титулы 2-го барона Уимборна из Канфорд-Магна в графстве Дорсет и 3-го баронета Геста из Доулайса в Гламоргане.
В начале Первой мировой войны он был назначен в штаб недавно сформированной 10-й (ирландской) дивизии под командованием генерал-лейтенанта сэра Брайана Махона в лагере Карраг.

## Лорд-лейтенант Ирландии (1915—1918)
В феврале 1915 года барон Уимборн был назначен лордом-лейтенантом Ирландии в качестве преемника лорда Абердина. В то время должность лорда-лейтенанта была в основном церемониальной; реальная власть находилась в руках главного секретаря и заместителя секретаря. Решив больше участвовать в принятии решений, он был назначен директором по набору в октябре 1915 года, возглавив новый Департамент по набору в Ирландии. Он настаивал на том, чтобы его держали в курсе состояния страны, и поручил заместителю секретаря, сэру Мэтью Натану, присылать ему полицейские отчеты, подробности судебных преследований и данные по набору.
В выходные, предшествовавшие Пасхальному восстанию, после захвата немецкого судна с оружием и ареста сэра Роджера Кейсмента, лорд Уимборн призвал Натана отдать приказ об аресте большого числа лидеров повстанцев. Натан не хотел делать этого без разрешения главного секретаря Августина Биррелла, который находился в Лондоне. До получения разрешения, 24 апреля 1916 года, началось Восстание. Уимборн объявил военное положение в Дублине. После этого военные взяли ситуацию под контроль. Новый главнокомандующий, генерал сэр Джон Максвелл, прибыл в Ирландию 28 апреля, и мятежники сдались 29 апреля. Сначала Уимборн отказался подать в отставку после Восстания. Он ушел в отставку под давлением правительства, но был назначен повторно. В июне 1916 года он распорядился создать Комитет по убыткам имущества (Ирландия) для оценки многочисленных страховых исков, поданных в результате восстания.
Королевская комиссия по восстанию 1916 года (комиссия Хардинга) оправдала барона Уимборна от любой вины за восстание, заявив, что его положение лорда-лейтенанта было «аномальным в спокойные времена и почти неработоспособным во времена кризиса». Он оставался лордом-лейтенантом еще два года. После выхода на пенсию в 1918 году он был назначен виконтом Уимборном из Канфорд-Магна в графстве Дорсет.

## Брак и дети

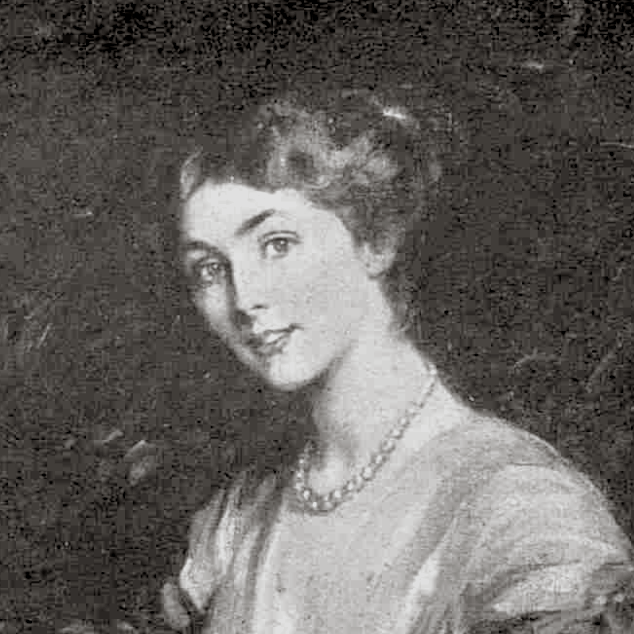
Элис Уимборн, в 1914 году

10 февраля 1902 года он женился в церкви Святого Петра на Итон-сквер в Лондоне на достопочтенной Элис Кэтрин Сибелл Гровенор (26 сентября 1880 — 17 апреля 1948), дочери Роберта Гровенора, 2-го барона Эбери . У супругов было трое детей:
- Айвор Гровенор Гест, 2-й виконт Уимборн (21 февраля 1903 — 7 января 1967)
- Достопочтенная Розмари Сибелл Гест (7 марта 1906 — 21 марта 1971), в 1926 году она вышла замуж первым браком за Гилберат Аллана Роуленда Бойда, 6-го барона Килмарнока, от брака с которым у неё было шестеро детей. Супруги развелись в 1955 году. В 1955 году она вторично вышла замуж за Джона Питера Бергера.
- Достопочтенная Синтия Эдит Гест (24 октября 1908 — 30 апреля 1994), в 1933 года она вышла замуж за Томаса Джорджа Толбота, от брака с которым у неё было четверо детей.

К 1930-м годам они жили раздельно, хотя и оставались в самых дружеских отношениях. С 1934 года и до самой смерти Элис была связана с композитором Уильямом Уолтоном.
Виконт Уимборн скончался в июне 1939 года в возрасте 66 лет в Уимборн-хаусе на Арлингтон-стрит в Лондоне, доме, в котором он родился. Ему наследовал его единственный сын Айвор. Леди Уимборн умерла в апреле 1948 года в возрасте 67 лет.